# Glück Tibor
Glück Tibor (Budapest, 1884. augusztus 21. – Budapest, 1967. július 5.) orvos, tüdőgyógyász, asztma-tudós, feltaláló. Tulajdonosa és igazgatója volt a budapesti Glück Szanatóriumnak.

## Élete
Glück (Sámuel) Soma miskolci születésű orvos (1847–1911) és Riesz Regina (1857–1940) fia. Apai nagyszülei Glück József és Patzauer Mária, anyai nagyszülei Riesz Adolf és Wellisch Amália (1823–1900) voltak.
A Fasori Evangélikus Gimnáziumban tanult (1894–1902), majd a Budapesti Tudományegyetem Orvostudományi Karán szerzett oklevelet. Az 1910-es években tovább folytatta apja „Körönd inhalatórium”-ának működtetését az Andrássy út 87. alatt. Az első világháborúban ezredorvosként szolgált. 1912-ben Nagyváradon házasságot kötött Glücksman Margittal. 1931-ben dr. Gottfried (Gedeon) Bélával társtulajdonban megnyitotta Budapesten, ugyancsak a Köröndnél a Glück Szanatóriumot (VI. Benczur u. 4.), amelynek egyben társigazgató főorvosa volt. Az 1940-es évek zsidótörvényei miatt a szanatórium vezetését fel kellett adniuk. A nyilasok hatalomra kerülése után – Glück közreműködésével – svéd védettséggel rendelkező zsidókat utaltak be a szanatóriumba, azonban később többeket is elhurcoltak, köztük Glück sógornőjét és unokahúgát.
A második világháborút követően egy rövid ideig még visszakapta a szanatóriumát, aztán államosították. Ezután a Gellért fürdőben szakorvosként dolgozott, illetve fenntartott magánrendelőt is. A Gellért gyógyfürdő inhalatóriuma a második világháborúban súlyos károkat szenvedett és egy ideig zárva tartott; ma is tartó működése a helyreállítást követően 1949-ben újraindult, amelynek háború utáni szakmai munkáját dr. Glück alapozta meg. 1967. július 5-én hunyt el agylágyulás következtében.
A nehéz-légzést házilag könnyítő ún. Glück-féle kézi inhalációs pumpa (másként Glück-pipa) feltalálója.

## Szakközlemények
- Glück Tibor: Tuberculin láztherápia alkalmazása asthma bronchiale ellen, Orvosi Hetilap, 90. évf. 24. sz. / 1949 p. 765-766[10]